# Raphaël Guerreiro
Raphaël Adelino José Guerreiro (født 22. december 1993 i Paris, Frankrig) er en fransk-født portugisisk fodboldspiller (venstre back/kant). Han spiller for det tyske Bundesliga-hold FC Bayern München.

## Klubkarriere
Guerreiro spillede hele sin ungdomskarriere og de første mange år på seniorplan i sit fødeland Frankrig, hvor han repræsenterede SM Caen og FC Lorient. For sidstnævnte nåede han at spille mere end 100 ligakampe, før han i sommeren 2016 blev solgt til tyske Borussia Dortmund for en pris på ca. 12 millioner euro.
I Dortmund etablerede Guerreiro sig hurtigt som en del af førsteholdet, og nåede i sin første sæson i klubben 24 Bundesliga-kampe. Han var samtidig med til at vinde DFB-Pokalen.

## Landshold
Med en fransk mor og portugisisk far kunne Guerreiro også have repræsenteret det franske landshold, men debuterede for Portugal 14. november 2014 i en EM-kvalifikationskamp på hjemmebane mod Armenien. Han var efterfølgende en del af truppen der vandt guld ved EM 2016 i Frankrig, og blev også udtaget til VM 2018 i Rusland og VM 2022 i Qatar.